# Haltepunkt Glauchau-Schönbörnchen
Der Haltepunkt Glauchau-Schönbörnchen ist eine Betriebsstelle der Bahnstrecke Dresden–Werdau und der hier abzweigenden Bahnstrecke Glauchau-Schönbörnchen–Gößnitz auf dem Gebiet des Glauchauer Ortsteils Schönbörnchen im Landkreis Zwickau in Sachsen.

## Geographische Lage
Der Haltepunkt Glauchau-Schönbörnchen befindet sich am Westrand des Glauchauer Ortsteils Schönbörnchen.

## Geschichte

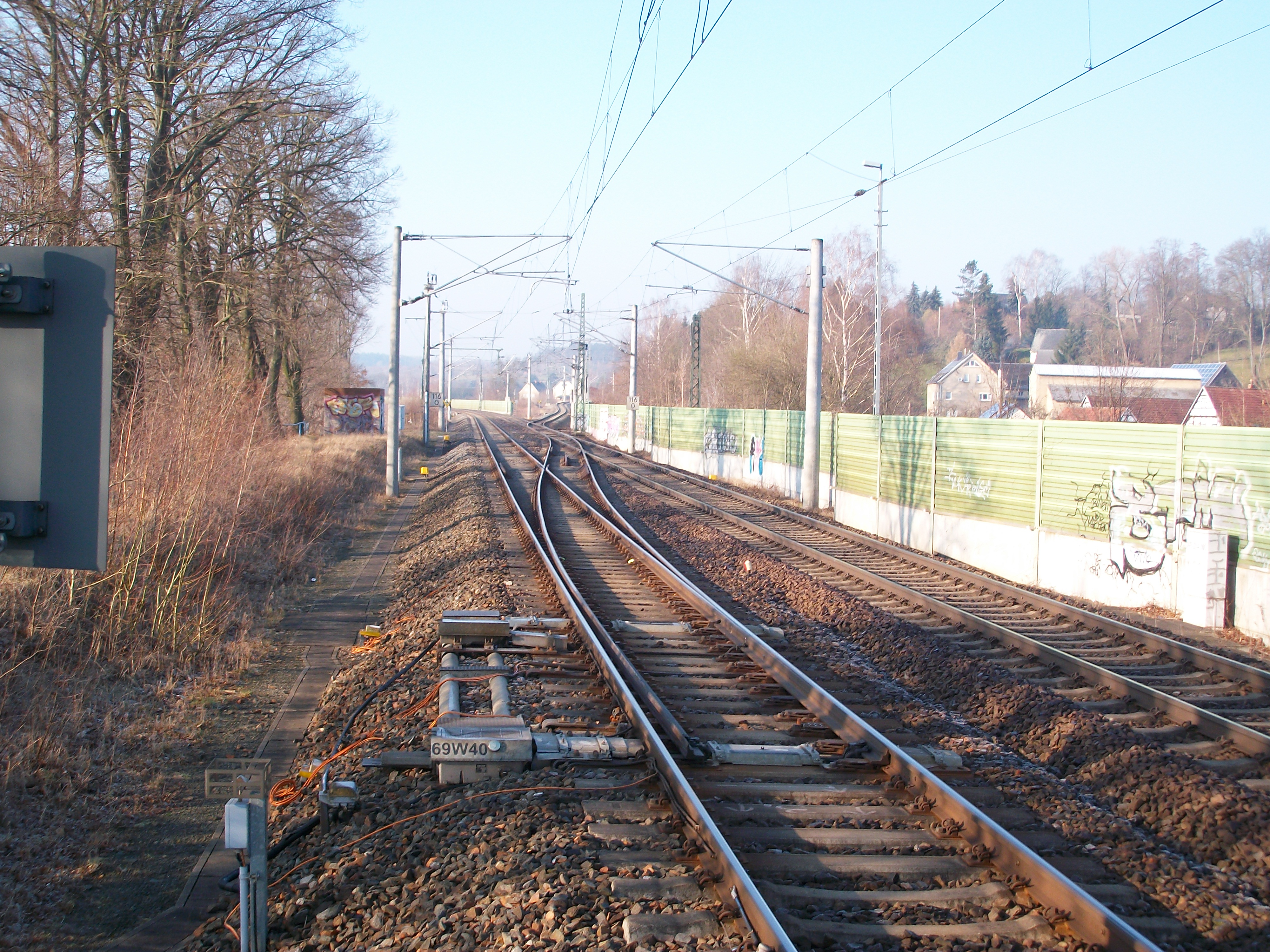
Abzweigstelle Glauchau-Schönbörnchen, rechts im Hintergrund das Gleis nach Meerane (2016)

Am 15. November 1858 wurde der Abschnitt Zwickau–Chemnitz der Bahnstrecke Dresden–Werdau eröffnet. Gleichzeitig wurde auch die Bahnstrecke Glauchau-Schönbörnchen–Gößnitz als Verbindungsbahn zur Bahnstrecke Leipzig–Hof in Betrieb genommen. Zunächst bestand in Schönbörnchen lediglich eine Abzweigstelle.
Erst am 1. November 1885 wurde der Haltepunkt Schönbörnchen eingerichtet, welcher seit 1905 als Bahnhof geführt wurde. Seit dem 4. Oktober 1931 trägt die Station den Namen Glauchau-Schönbörnchen. Neben einer Wartehalle mit Abort auf dem südlichen Bahnsteig befand sich das Stellwerk. Nach dem Zweiten Weltkrieg wurde jeweils das zweite Gleis beider den Bahnhof berührenden Strecken als Reparationsleistung für die Sowjetunion abgebaut. Mit dem Wiederaufbau des zweiten Gleises der Bahnstrecke Dresden–Werdau ging im Juli 1971 die Wiedererrichtung des zweiten Bahnsteigs einher. Im Bereich des Bahnhofs Glauchau-Schönbörnchen erfolgte am 30. Mai 1965 die Inbetriebnahme der Elektrifizierung der Bahnstrecke Dresden–Werdau. Die Bahnstrecke nach Gößnitz wurde 1984 elektrifiziert.
Spätestens mit dem Umbau auf ESTW-Technik wurde die zeitweise als Bahnhof geführte Betriebsstelle in einen Haltepunkt mit Abzweigstelle umgewandelt. Das Stellwerk wurde am 19. Oktober 2003 aufgelassen. Seit dem 20. Oktober 2003 wird die Abzweigstelle vom ESTW Zwickau ferngesteuert. Der Abriss der Wartehalle erfolgte 2005, der des Stellwerks im Jahr 2006.